# Tehzeeb
Tehzeeb (Hindi: तह्ज़ीब, Urdu: تہزیب) ist ein Bollywood-Film, der in Indien 2003 erschienen ist.

## Handlung
Tehzeeb (Urmila Matondkar) hat als Kind gesehen, wie ihre Mutter, die berühmte Sängerin Rukhsana Jamal (Shabana Azmi), ihren Vater (Rishi Kapoor) erschossen hat. Tehzeeb hat die Pistole versteckt und ihrer Mutter nicht erzählt, dass sie alles gesehen hat. Sie ist mit diesem Geheimnis aufgewachsen, und außerdem hatte sie immer das Gefühl, dass die Karriere ihrer Mutter wichtiger ist als deren Kinder. Tehzeebs psychisch kranke Schwester Nazneen (Diya Mirza) hat Rukhsana in eine Klinik gesteckt, wodurch sich ihr Zustand nur verschlechtert hat. Tehzeeb hat Nazneen abgeholt und kümmert sich nun um sie. Tehzeebs Mann Salim (Arjun Rampal) ist ein Schriftsteller, sie haben geheiratet ohne Rukhsana davon zu sagen. Deswegen hatten sie seit mehreren Jahren keinen Kontakt mehr zu ihr. Nun kommt sie bei ihnen für ein paar Tage zu Besuch. Der Mutter-Tochter-Konflikt ist programmiert.

## Hintergründe
Die Autoren wurden von Ingmar Bergmans Herbstsonate inspiriert.

## Auszeichnungen
Der Film erhielt vier Nominierungen und gewann einen Preis:
2004: Zee Cine Award/Beste Nebendarstellerin - Shabana Azmi